# Ветроуказатель

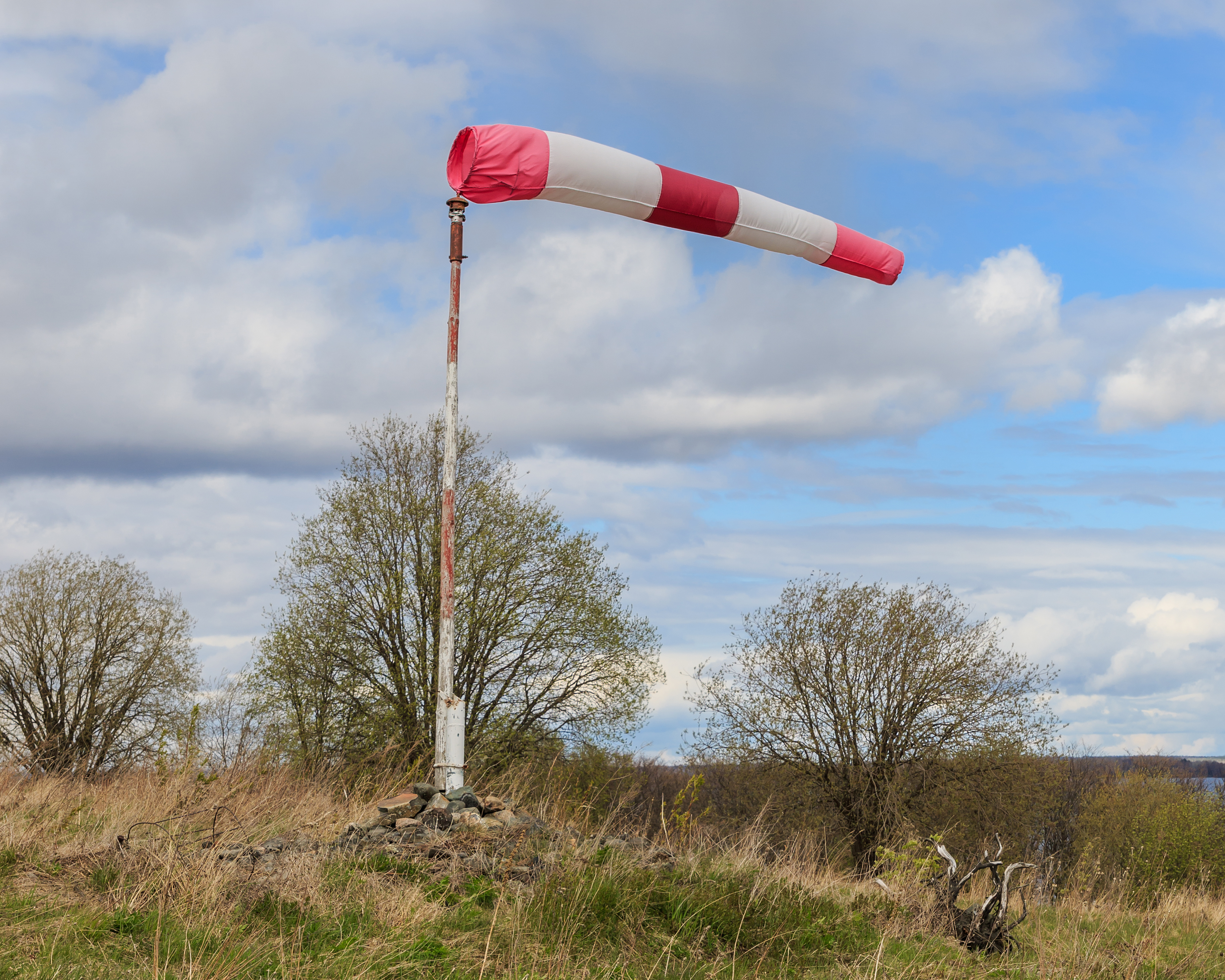
Ветроуказатель

Ко́нус-ветроуказа́тель (в просторечии носо́к, колду́н, колбаса́, буратино) — конус из ткани, предназначенный для указания направления и приблизительной скорости ветра. 
Указатель ветра используется главным образом в авиации, а также на химических заводах, где существует риск утечки газа. Располагается на летном поле аэродрома, вертодромах, посадочных площадках для самолётов, вертолетов и БПЛА, открытых площадках и возвышенностях.
Метеорологическому направлению ветра соответствует направление, противоположное указываемому ветроуказателем. Аэронавигационное направление ветра соответствует направлению, указываемому ветроуказателем.
Размер части ветроуказателя, расположенной горизонтально, пропорционален скорости ветра: при невысокой скорости часть ветроуказателя «провисает»; при высокой скорости ветра всё полотнище ветроуказателя расположено горизонтально.
Устройство и порядок размещения ветроуказателя в России регламентируется Федеральными авиационными правила «Требования, предъявляемые к аэродромам, предназначенным для взлета, посадки, руления и стоянки гражданских воздушных судов» (ФАП-262) и ГОСТ 25269-82.
Стандартами Федерального управления гражданской авиации США (FAA) конструкция ветроуказателя предусматривает полное раскрытие, горизонтальное положение всего полотнища при скорости ветра 28 км/ч (7,8 м/с; 15 узлов; 17 миль в час). Действительное направление ветроуказатель должен указать при минимальной скорости ветра 5,6 км/ч (1,6 м/с; 3 узла; 3,5 мили в час). Для обеспечения контроля за скоростью и направлением ветра в тёмное время суток может применяться подсветка ветроуказателя.
Для измерения направления (иногда и скорости) ветра может также использоваться флюгер, скорости ветра — анемометр.